# 広津佑希子
広津 佑希子（ひろつ ゆきこ、1980年5月22日 - ）は、日本の女性声優。福岡県出身。青二プロダクション所属。

## 略歴
青二塾東京校21期出身。同期には野中藍がいる。
1998年10月、九州朝日放送（KBCラジオ）の『平成アニメっ娘倶楽部』内ユニット「小梅伍」（こうめファイブ）の初代メンバーを務める。

## 人物
方言は福岡弁。
趣味は童話、民話鑑賞。特技は弓道。

## 出演

### テレビアニメ
時期不明
- ちびまる子ちゃん（ - 2002年、ひろあきのお母さん〈2代目〉、かな子）

2002年
- 朝霧の巫女（女子生徒B）
- 奇鋼仙女ロウラン（少年）
- キン肉マンII世（シロー）
- 爆転シュート ベイブレード シリーズ（2002年 - 2003年、ガンタ、少年A、子供A） - 2シリーズ
- ハングリーハート WILD STRIKER（藤沢健太、千絵）

2003年
- エアマスター（佐伯みおり）
- ポケットモンスター アドバンスジェネレーション（エイパム）
- ONE PIECE（2003年 - 2018年、ラパヌイ / パスクア〈少年期〉、ヒンコン君）

2005年
- ケロロ軍曹（メイド、生徒）

2007年
- ゲゲゲの鬼太郎（第5作）（2007年 - 2008年、声、子供、少女、少年）
- 神霊狩/GHOST HOUND（病院の係員）
- BLUE DROP 〜天使達の戯曲〜（山田和美）

2009年
- 夏のあらし! 〜春夏冬中〜（トミコ）

### OVA
- 学園都市 ヴァラノワール（2002年、キャミール）
- こすぷれCOMPLEX（2002年、ジルモ）
- グリーングリーン（2002年、女子生徒C）
- HUNTER×HUNTER GREED ISLAND（2003年、進行役）
- インタールード（2004年、女子生徒）

### ゲーム
2001年
- ジェネレーションオブカオスIII 〜時の封印〜（小鈴）

2002年
- 学園都市 ヴァラノワール（コルノ、ティミッド、グリューネルト、ヘレネ）

2003年
- テイルズ オブ シンフォニア

2004年
- 好きなものは好きだからしょうがない!! -FIRST LIMIT&TARGET†NIGHTS- Sukisyo! Episode #01+#02
- 好きなものは好きだからしょうがない!! -RAIN- Sukisyo! Episode #03
- ロックマンゼロ3（チルドレ・イナラビッタ）

2006年
- レッスルエンジェルス サバイバー（ライラ神威）
- ロックマンゼクス（チルドレ・イナラビッタ）

2007年
- BLADESTORM 百年戦争（ナラン）

2008年
- drastic Killer
- Fable II（ローズ）
- レッスルエンジェルス サバイバー2（ライラ神威、リリィ・スナイパー）

2012年
- 龍が如く5 夢、叶えし者

### ドラマCD
- あひるの王子様（村瀬）
- グリーングリーン（ミノリ）
- CLANNAD 光見守る坂道で 第3巻（冬木）
- テイルズ オブ ジ アビス ドラマCD（ルーク〈少年時代〉、アッシュ〈少年時代〉）
- テイルズ リング アーカイヴEPICONE〜英雄の帰還〜（子供）
- ななか6/17（女生徒）
- 半分の月がのぼる空（木村亜紀子）
- REMASTERED TRACKS ROCKMAN ZERO Telos（チルドレ・イナラビッタ）

### テレビ
- ワンセグランチボックス（羊子）（NHKワンセグ2）
- はるな愛の愛されごはん（ナレーション）（2012年4月 - 6月、BS11）

### ラジオ
- Radio Revolutionつくってドン!（パーソナリティ）